# Évangéliaire de Reims
 (juillet 2015).
Améliorez-le ou discutez des points à vérifier. 

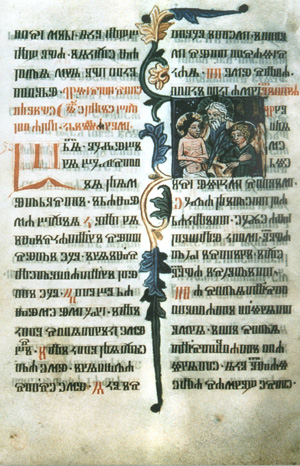
La Trinité.

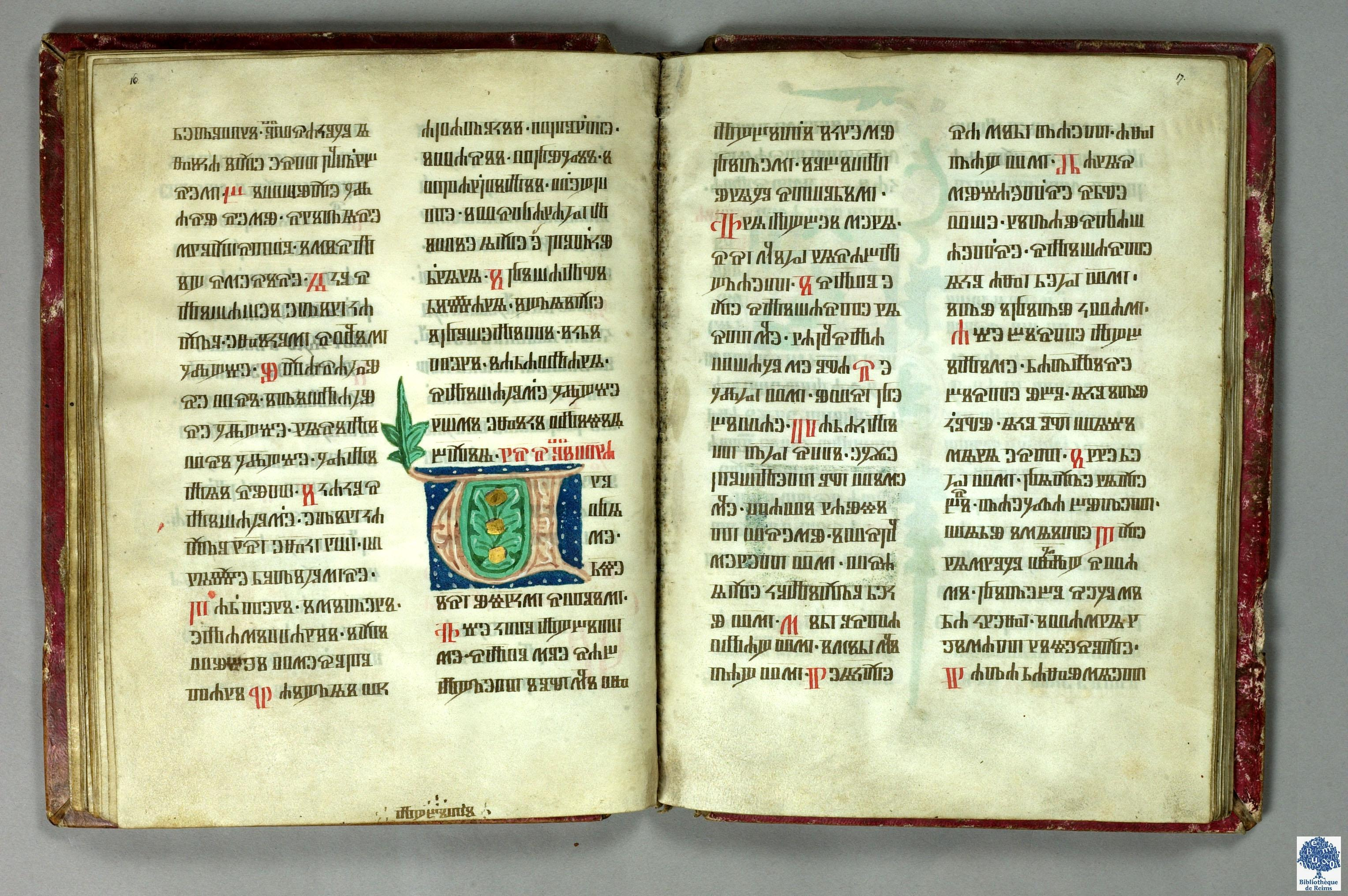
Texte.

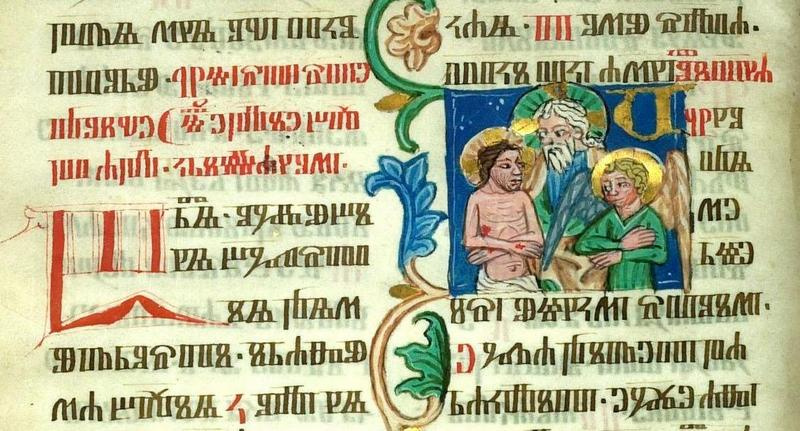
Enluminure.

Glagolitique croate (de cet évangéliaire).

L’Évangéliaire de Reims est un évangéliaire vieux-slave2 du XIe siècle souvent appelé « Texte du Sacre » en raison d’une légende qui voulait voir en lui le livre saint sur lequel les rois de France auraient, le jour de leur sacre, prêté serment. Cette légende est fausse, mais a trouvé son origine dans l’extrême faste avec lequel le cardinal Charles de Lorraine l’offrit au chapitre de la cathédrale Notre-Dame de Reims, après l'avoir revêtu d'une reliure précieuse abritant des reliques. Ce livre est l'un des plus anciens textes connus en vieux-slave et il pourrait avoir été écrit par saint Procope de Sázava, qui mourut en 1053. Déjà Pierre Ier le Grand et Nicolas II, voyageant en France, se l'étaient fait présenter. »
La première partie du livre est écrite en alphabet cyrillique, la deuxième l’étant en glagolitique.

## Description et histoire
La reliure était rehaussée d'or, de pierres précieuses et de reliques, dont un supposé fragment de la vraie Croix. Une notice dans les archives de l'archevêché de Reims précise : « Item, un livre dans lequel sont écrits des Évangiles en langue grecque et syriaque (en marge du texte : selon d'autres en sclavonique) du don de seigneur cardinal de Lorraine fait la veille de Pâques, 1554. Icelui couvert d'argent doré d'un côté avec plusieurs pierres et cinq cristaux sous lesquels sont plusieurs reliques savoir la Vraie Croix, et des reliques de saint Pierre et saint Philippe, apôtres, de saint Silvestre pape et de saint Cyrille, de sainte Marthe et de sainte Marguerite de l'Espagne, et de la ceinture de Notre-Seigneur, aux quatre coins sont les figures d'argent, émaillé de l'aigle, de l'homme et ce dit livre provient du Trésor de Constantinople, et on le tient venir de saint Jérôme et pèse six marcs et six onces. » Selon Christophe Dolbeau, pierres précieuses, reliques et fragment de la Vraie Croix disparurent sans doute de la couverture du livre durant la Révolution française. Dans son état actuel, la reliure est en maroquin rose et date du XVe siècle.
L’explicit, écrit en Bohême, précise : « L'an du Seigneur 1395. Ces évangiles et épîtres sont écrits en langue slavonne. Ils doivent être chantés pendant l'année, pendant que l'abbé officie pontificalement. Quant à l'autre partie elle est suivant le rite ruthénique, elle a été écrite de la propre main de saint Procope, abbé et ce texte ruthénique fut offert par Charles quatre, empereur des Romains, aux slavons de ce monastère ci, en l'honneur de saint Jérôme, et de saint Procope, Dieu, veuillez lui donner le repos éternel. »
La partie cyrillique, comporte en tout seize feuillets écrits recto verso. On a cru longtemps le texte réalisé de la main de saint Procope comme le mentionne l’explicit, ce serait donc le plus ancien texte en vieux-slave. De l’opinion de Corvinus Jastrzobski, « les têtes de chapitres et les majuscules initiales sont ornées d’une manière peu élégante mais soignée. Ces ornements portent, en général, le caractère de l’art byzantin des IXe et Xe siècles. » Ces feuillets, en tant qu’ouvrage liturgique, sont incomplets. Ils commencent par les derniers mots du vingt-sixième verset du chapitre VIII de l’Évangile selon Matthieu, contiennent des leçons du Nouveau Testament, suivant le rite byzantin et détaillent les fêtes pour certains jours de l'année, du 27 octobre au premier mars.
La partie glagolitique complète la partie cyrillique comprend 31 feuillets. Elle fut écrite en 1395, sur commande de l’empereur du Saint-Empire et roi de Bohême, Charles IV, au cloître d'Emmaüs, fondé en 1347, où priaient et travaillaient des moines bénédictins  spécialistes de slagique l’alphabet glagolitique. Au cloître d'Emmaüs, Charles IV, prince allemand par son père et tchèque par sa mère, tente une œuvre œcuménique au cœur de l'Europe, à la frontière entre les mondes slave et germain, catholique et orthodoxe. Il décide de rétablir la liturgie en vieux slave créée par Cyrille et Méthode et de fonder un centre spirituel pour éduquer et proférer la foi catholique dans le monde slave en utilisant la langue d'église qu'est le vieux-slave. C’est dans ce contexte qu’il convient de situer la rédaction en glagolitique de l’Évangéliaire de Reims afin de compléter un texte cyrillique d’importance capitale aux yeux des croyants de l’époque qui l’attribuent à saint Procope.
La partie glagolitique de l’Évangéliaire comporte six belles enluminures en plus des lettres ornées : sainte Anne avec la Vierge Marie dans ses bras, la Vierge Marie avec l’enfant Jésus dans ses bras, la Nativité, saint Jérôme avec un lion, saint Pierre avec ses clefs, un évêque et la sainte Trinité. Elles sont représentatives de la facture des enluminures tchèques au XVe siècle.
Le XVe siècle est marqué, en Bohême, par le premier schisme protestant qui entraîne les croisades contre les hussites. Le monastère d'Emmaüs, en tant que centre œcuménique slavon, perd alors de son importance. En 1451, le manuscrit est transféré à Constantinople. Au milieu du XVIe siècle, probablement par l'intermédiaire d’un certain Paléocappas, peintre de Constantinople qui a fourni au cardinal Charles de Lorraine plus d’un livre ou autre objet rare et précieux, l’Évangéliaire est acquis et passe en France. En 1554, il est offert à la bibliothèque du chapitre de la cathédrale de Reims à la veille de Pâques.
À partir de 1575 avec Henri III, prêter serment sur l'Évangéliaire devint la coutume pour les rois de France au moment de leur sacre. "La raison est simple : la reliure comportait une plaque d'orfèvrerie avec pierres précieuses, arrachée au moment de la Révolution, ainsi qu'une relique de la Vraie Croix", détaille Sabine Maffre conservatrice de la bibliothèque Carnégie où est conservé le manuscrit.
Les tsars Pierre le Grand et Nicolas II lors de leur visite en France vinrent voir l'Évangéliaire de Reims. Nicolas II se fait présenter, le 19 septembre le livre en la Mairie par Henri Jadart, il était en visite à Reims pour les Grandes manœuvres de l'Est de 1901. Au XIXe siècle, il y eut un renouveau d'intérêt pour l'Évangéliaire de Reims. Václav Hanka et le Père Ivan Martynov rêvent chacun de le rééditer. Le Père Martynov avec des caractères latins, avec des signes diacritiques tchèques, mais la réédition de Hanka (Prague, 1846) effectuée aux frais de Nicolas II, ne se vendit qu'à sept exemplaires en Russie et le projet du Père Martynov ne se réalisa pas, car il mourut avant de pouvoir l'accomplir,.